# The Light of the Sun
The Light of the Sun è il quarto album discografico in studio della cantante statunitense Jill Scott, pubblicato nel 2011.

## Il disco
L'album è stato pubblicato nel giugno 2011 da Blue Babe Records e Warner Bros. Records. La produzione del disco è stata curata dalla stessa artista con JR Hutson e altri produttori. 
Le registrazioni sono state condotte in diversi studi della California e della Pennsylvania.
Il primo singolo estratto è stato So in Love, pubblicato nell'aprile 2011. Hanno fatto seguito altri due brani diffusi come singoli: So Gone (What My Mind Says) (ottobre 2011) e Blessed (febbraio 2012).
Riguardo alle vendite, l'album ha raggiunto la prima posizione della classifica Billboard 200.

## Tracce
1. Blessed – 3:26
2. So in Love (feat. Anthony Hamilton) – 4:35
3. Shame (feat. Eve & The A Group) – 3:32
4. All Cried Out Redux (feat. Doug E. Fresh) – 2:57
5. Le BOOM Vent Suite – 9:00
6. So Gone (feat. Paul Wall) – 4:39
7. Hear My Call – 3:46
8. Some Other Time – 2:18
9. Quick – 1:49
10. Making You Wait – 4:08
11. Until Then (I Imagine) – 3:41
12. Missing You – 4:11
13. When I Wake Up – 4:13
14. Womanifesto – 2:03
15. Rolling Hills – 4:47

## Classifiche
| Classifica (2011) | Posizione raggiunta |
| ----------------- | ------------------- |
| Olanda            | 54                  |
| Regno Unito       | 69                  |
| Stati Uniti       | 1                   |